# Chryseuscelus bullatus
Chryseuscelus bullatus es una especie de coleóptero de la familia Attelabidae.

## Distribución geográfica
Habita en Guatemala y México.